# 11 de maig
L'11 de maig és el cent trenta-unè dia de l'any del calendari gregorià i el cent trenta-dosè en els anys de traspàs. Queden 234 dies per a finalitzar l'any.

## Esdeveniments
Països Catalans
- 1258 - Corbeil (Illa de França, França): els representants de Jaume I i de Lluís IX de França signen el Tractat de Corbeil, segons el qual França reconeix la plena independència dels Comtats catalans, a canvi de renunciar a la Provença.[1]
- 1561 - Un estol de corsaris otomans, capitanejats per Otxalí, ataquen la vila de Sóller, a Mallorca. Els sollerics, amb l'ajuda dels bunyolins i els alaroners, aconsegueixen repel·lir l'atac, evitar el saqueig i fer fugir l'enemic. Els fets es commemoren anualment el dia de la Fira, el segon diumenge de maig, i l'endemà, el dia del Firó, amb una recreació de moros i cristians.
- 1717 - Cervera: fundació de la Universitat de Cervera.[2]
- 1920 - L'Hospitalet de Llobregat: l'Estat espanyol expropia la zona de la Marina de l'Hospitalet de Llobregat, que agrega a Barcelona, per fer un port franc en terrenys que ara pertanyen a l'Autoritat Portuària de Barcelona.[3]
- 2020 - Barcelona: Narcís Comadira guanya el Premi Jaume Fuster de l'Associació d'Escriptors en Llengua Catalana.[4]

Resta del món
- 330 - Tràcia: la ciutat de Bizanci és refundada per l'emperador romà Constantí I com a «Nova Roma», reanomenada Constantinoble després de la seva mort.
- 1745 - Fontenoy (Tournai, Valònia): L'exèrcit francès obté una victòria decisiva en la batalla de Fontenoy en el curs de la guerra de Successió Austríaca.[5]
- 1950 - S'estrena La cantant calba, primera obra dramàtica d'Eugène Ionesco que des de 1957 es representa ininterrompudament al Théâtre de La Huchette de París.[6]
- 1977 - Espanya: el govern ratifica els pactes internacionals signats el dia 30 d'abril.
- 2000 - Londresː S'inaugura oficialment el museu d'art contemporani Tate Modern, amb seu a l'antiga central elèctrica de Bankside.[7]

## Naixements
Països Catalans
- 1842 - Tarragona: Josep Pin i Soler, escriptor català (m. 1927).[8]
- 1904 - Figueres (Alt Empordà): Salvador Dalí, pintor català.[9]
- 1910 - Barcelona: Rosa Castelltort i Vila, atleta catalana, pionera de l'atletisme femení a Catalunya (m. 2009).[10]
- 1911 - Sabadell: Ricard Simó i Bach, biògraf sabadellenc (m. 1991).[11]
- 1936 - Tarragona: Olga Xirinacs Díaz, escriptora i professora de piano catalana.[12]
- 1938 - Sanaüja (la Segarra): Joan Margarit, poeta i arquitecte català.[13]
- 1946 - Barcelona: Lita Torelló, cantant catalana, especialment activa en la dècada de 1960.[14]
- 1949 - Aiora: Clementina Ródenas Villena, professora i política valenciana, que fou alcaldessa de València.[15]
- 1972 - Palma: Concha Buika, cantant mallorquina d'origen guineà. La seva música combina el flamenc, el soul, el jazz i el funk.[16]
- 1974 - Perpinyà: Raph Dumas, discjòquei català de música tradicional i electrònica.[17]
- 1977 - Barcelona: Anna Crexells Sender, pianista de cambra i repertorista vocal.
- 1980 - Dosrius, Maresme: Míriam Nogueras, empresària i política catalana, ha estat regidora i diputada al Congrés.[18]

Resta del món
- 1771, Constantinobleː Laskarina Bubulina, heroïna grega de la Guerra d'independència de Grècia (m. 1825).[19]
- 1777, Solothurn, Suïssa: Johann Kyburz, orguener suís.
- 1799, Königsberg: Hedwig von Olfers, escriptora i salonnière alemanya (m. 1891).[20]
- 1817, Nàpols: Fanny Cerrito, ballarina i coreògrafa italiana (m. 1909).[21]
- 1828, Sedbury, Anglaterra: Eleanor Anne Ormerod, entomòloga britànica (m. 1901).[22]
- 1866, Richmond, Richmond upon Thames: Clare 'Tony' Atwood, pintora britànica (m. 1962).[23]
- 1864 - Fiesole, Itàlia: Anna Hamilton, metgessa francesa, determinant en l'evolució de la professió d'infermeria a França (m. 1935).[24]
- 1869, illes Açores: Francisco de Lacerda, Músic portuguès (m. 1934).[25]
- 1892, Londres, Anglaterra: Margaret Rutherford, actriu britànica (m. 1972).[26]
- 1894, Pittsburgh, Pennsilvània: Martha Graham, ballarina i coreògrafa estatunidenca, pionera de la dansa contemporània (m. 1991).[27]
- 1906, Muscogee, Florida: Jacqueline Cochran, pionera de l'aviació nord-americana.[28]
- 1916, Iria Flavia, Padrón: Camilo José Cela Trulock, escriptor espanyol, Premi Nobel de Literatura el 1989 (m. 2002).[29]
- 1918, Nova York (EUA): Richard Feynman, físic nord-americà, Premi Nobel de Física de l'any 1965 (m. 1988).[30]
- 1921, Essen: Hildegard Hamm-Brücher, política alemanya, fou ministra d'Estat al Ministeri federal dels Afers estrangers (m. 2016).[31]
- 1924, Fowey, Cornualla, (Anglaterra): Antony Hewish, astrònom anglès, Premi Nobel de Física de l'any 1974.[32]
- 1936, Oakland, Califòrnia: Carla Bley, compositora, cantant, saxofonista, teclista i arranjadora estatunidenca.[33]
- 1942, Ciutat del Cap: Irene de Grècia, princesa de Grècia i de Dinamarca, filla del rei Pau I de Grècia i de la princesa Frederica.[34]
- 1962: Mohammad Yousef Kargar, esportista afganès
- 1963,
  - Londres, Regne Unit: Natasha Richardson, actriu britànica.[35]
  - Estocolm, Suècia: Nina Stemme, soprano lírico-dramàtica sueca.[36]
- 1977: Marcos Paulo, futbolista brasiler.
- 1801, Světlá: Alois Jelen, compositor, arxivista i patriota txec.
- 1984, Fuentealbilla: Andrés Iniesta, jugador de futbol format al Futbol Club Barcelona.

## Necrològiques
Països Catalans

- 1939 - Gènova: Pazzis Sureda Montaner, escultora i pintora mallorquina (n. 1907).[37]
- 1973 - Barcelona: Juan-Eduardo Cirlot Laporta, poeta, crític d'art, hermeneuta, mitòleg i músic català (n. 1916).[38]
- 1987 - Gandia (la Safor): Alfons Roig Izquierdo, sacerdot, escriptor i crític d'art valencià (n. 1903).[39]
- 2003 - Barcelona: José Manuel Lara Hernández, editor, fundador de l'Editorial Planeta (n. 1914).[40]
- 2007 - Montevideo, Urugay: Olimpia Torres Piña, pintora, dibuixant i muralista uruguaiana d'origen català (n. 1911).[41]
- 2019 - Barcelona: Montserrat Minobis i Puntonet, periodista catalana (n. 1942).[42]
- 2022 - Terrassa: Joan Amat i Fontanals, jugador d'hoquei sobre herba català (n. 1946).

Resta del món
- 1607 - Salerno-Campagna (Regne de Sicília): Michele Ruggieri, jesuïta italià, missioner a la Xina (n. 1543).[43]
- 1610 - Pequín (la Xina): Matteo Ricci, missioner catòlic jesuïta, introductor del cristianisme a la Xina (n. 1552).[43]
- 1666 - Canton (Xina): Inácio da Costa, jesuïta portuguès, missioner a la Xina a principis de la dinastia Qing (n. 1603).[44]
- 1708 - Marly-le-Roi (França): Jules Hardouin Mansart, arquitecte francès (n. 1646).[45]
- 1731 - Chelsea (Londres, Regne Unit): Mary Astell, «la primera feminista anglesa» (n. 1666).[46]
- 1849 - 
  - París, Juliette Récamier, figura de la societat francesa amb un important saló polític i literari (n. 1777).[47]
  - Berlín (Alemanya): Carl Otto Nicolai, compositor alemany, director i fundador de la Filharmònica de Viena (n. 1810).[48]
- 1916 - Leipzig, Saxònia, Alemanya; Max Reger, compositoir alemany (n. 1873).[49]
- 1927 - Boulogne-Sur-Seine, França: Juan Gris, pintor espanyol (n. 1887).[50]
- 1947:
  - Hamburg: Richard Ohnsorg, actor, director de teatre i activista per a la causa del baix alemany.
  - Malborough-on-Hudson (Nova York, EUA): Frederic Goudy, dissenyador, gravador i fonedor de caràcters estatunidenc (n. 1865).[51]
- 1963 - Nova York (EUA): Herbert Spencer Gasser, metge nord-americà, Premi Nobel de Medicina o Fisiologia de 1944 (n. 1888).[52]
- 1976 - Hèlsinki,(Finlàndia): Alvar Aalto, arquitecte finlandès, un dels mestres de l'Arquitectura Moderna (n. 1898).[53]
- 1981:
  - Oslo (Noruega): Odd Hassel, físic i químic noruec, Premi Nobel de Química de l'any 1969 (n. 1897).[54]
  - Miami, Florida (EUA): Bob Marley, cantant de reggae (n. 1945).[55]
- 1983 - Madrid: Blanquita Suárez, cupletista que triomfà al Paral·lel de Barcelona (n. 1894).[56]
- 2001 - Santa Barbara, Califòrnia: Douglas Adams, escriptor anglès (n. 1952).[57]

## Festes i commemoracions
- Santoral: sants Muci de Bizanci, màrtir; Sant Eudald, màrtir, patró de Ripoll i sant Pancraç Ermità; Anastasi de Lleida, màrtir llegendari; Mamert de Viena, bisbe; Maiol de Cluny, abat; servent de Déu Matteo Ricci. A Catalunya: sant Ponç de Cimiez, bisbe
- Ball dels Espies i els versets de la Mahoma en les festes de moros i cristians a Biar (l'Alcoià)
- Festa local de Tordera, a la comarca del Maresme
- Sant Anastasi de Lleida, Festa Major de Lleida i festa local de Badalona, a la comarca del Barcelonès
- Festa Major de Ripoll